# Демон (фільм)
«Демон» — радянський фільм-опера, телевізійна екранізація однойменної опери Антона Рубінштейна. Драма за мотивами твору М. Ю. Лермонтова «Демон». Фільм знятий на Центральній студії телебачення СРСР на Шаболовці в 1960 році.

## Сюжет
Трагічна історія кохання Демона — вигнанця раю, до смертної дівчині. Втомившись сіяти зло і руйнування на землі, втомившись від ненависті до всього сущого, Демон зустрічає юну княжну Тамару. Полюбивший її Злий дух відрікається від усього нечистого. Він готовий покаятися, примиритися з небом, вірувати добру. Він клянеться їй у вічній любові… але ця любов була приречена. Тамара, піддавшись спокуснику, гине після першого його поцілунку.

## У ролях
- Георг Отс —  Демон
- Ольга Кашеварова — Тамара
- Сергій Лемешев —  князь Синодал
- Людмила Грудіна — няня
- Андрій Атлантов —  Старий слуга
- Ера Краюшкіна — Янгол

## Знімальна група
- Режисер — Віталій Головін